# Carlos Fernandes
Carlos Fernandes (Kinsasa, Zaire, actual República Democrática del Congo, 8 de diciembre de 1979) es un futbolista congolés nacionalizado angoleño. Juega de guardameta y actualmente se encuentra a prueba en el Xerez Club Deportivo.
Ha sido internacional en 15 ocasiones con la selección de fútbol de Angola.

## Trayectoria
Carlos nació en el Zaire (actual República Democrática del Congo) pero tiene ascendencia portuguesa. Inició su carrera como delantero pero se trasladó al arco en reemplazo de un compañero lesionado y hasta ahora no abandonó la portería. Empezó a jugar fútbol profesional con el modesto Vilafranquense. Después de tres temporadas, pasó por el Campomaiorense entre 2001 y 2002 y luego regresó a otro club de baja división: el Amora. Luego de 14 partidos, se unió al Felgueiras de la segunda división. Sus destacas actuaciones le permitieron fichar por un club de la primera división. Se unió al Boavista para la temporada 2004/05.
En un principio, Fernandes fue el suplente del veterano Bassey William Andem pero llegó a defender la portería del Boavista en varias ocasiones. En enero de 2006 fichó por el Steaua de Bucarest de Rumania. Sin embargo, perdió la confianza de los hinchas y de la gerencia general. Mihai Stoica dijo en una oportunidad que Fernandes se sentía presionado por ser el único extranjero en el equipo. Carlos fue liberado y volvió al Boavista el 30 de mayo de 2007, poco después de entrenar por un tiempo en el Charlton Athletic.
En la campaña 2007/08, el liechtensteiniano Peter Jehle se adueñó del arco del Boavista y por ende, Carlos fue prestado al Foolad de Irán en enero de 2008. Después de un año en el país asiático, volvió a Portugal en verano de 2010 para integrarse al Rio Ave donde fue titular indiscutible.
Para la temporada 2010/11, se marchó al con el Bucaspor de Turquía en el cual jugó un total de 14 partidos.
Estuvo a prueba con el Xerez CD durante una semana sin vinculación contractual, para recalar en el 2013 en elFeirense y en la temporada 2013/14 en el Moreirense

## Selección nacional
Debido a las raíces de su abuela, Carlos decidió representar a la selección de fútbol de Angola. Su debut recién se produjo en 2009. Con la selección angoleña, fue titular en el arco en dos ediciones de la Copa Africana de Naciones.

### Participaciones en la Copa Africana
| Copa                           | Sede                      | Resultado        | Partidos | Goles |
| ------------------------------ | ------------------------- | ---------------- | -------- | ----- |
| Copa Africana de Naciones 2010 | Angola                    | Cuartos de final | 4        | -5    |
| Copa Africana de Naciones 2012 | Gabón y Guinea Ecuatorial | Primera fase     | 2        | -3    |

## Clubes
| Club               | País     | Año         |
| ------------------ | -------- | ----------- |
| Vilafranquense     | Portugal | 1998 - 2001 |
| Campomaiorense     | Portugal | 2001 - 2002 |
| Amora FC           | Portugal | 2002 - 2003 |
| Felgueiras         | Portugal | 2003 - 2004 |
| Boavista           | Portugal | 2004 - 2005 |
| Steaua de Bucarest | Rumania  | 2006 - 2007 |
| Boavista           | Portugal | 2007 - 2008 |
| Foolad FC          | Irán     | 2008 - 2009 |
| Rio Ave            | Portugal | 2009 - 2010 |
| Bucaspor           | Turquía  | 2010 - 2011 |
| Feirense           | Portugal | 2013        |
| Moreirense         | Portugal | 2013 - 2014 |